# 糖果樂團
糖果樂團（Candy）是來自格魯吉亞第比利斯的全女子青少年流行樂隊，由五名青少女伊拉·科瓦連科、安娜·汗查連、伊琳娜·赫查諾維、瑪麗亞姆·格瓦拉澤、格萬莎·薩納布利澤組成。
2011年歐洲青少年歌唱大賽中，她們以"Candy Music"一曲獲得冠軍。